# Mojmír I.

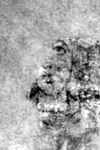
Mojmír I., freska ve Znojemské rotundě

Mojmír I. (uváděný jako Moimar či Moymar) (795–846) byl první historicky známý moravský vládce, zakladatel dynastie Mojmírovců. Datum jeho narození je neznámé, zemřel patrně v roce 846.

## Historický kontext
Historické prameny o vývoji českého a slovenského území po rozpadu Sámovy říše zcela mlčí. Až v druhé polovině 8. století je možné na Moravě, ale i v Čechách a na Slovensku, v souvislosti s pádem Avarské říše, předpokládat znatelný kulturně-politický vzestup. Dochází ke vzniku a rozvoji mnoha slovanských hradišť a sjednocování kmenů, mezi kterými se tvoří společenská vládnoucí elita.
Karel Veliký rozšířil hranice Franské říše až do těsného sousedství s moravským prostorem, v roce 805 a 806 uskutečnil vojenskou výpravu proti kmenům v Čechách. Moravské knížectví je prameny poprvé zmíněno roku 822, od roku 833 je uváděno i jméno knížete Mojmíra I. Je o něm známo, že udržoval přátelské styky s Franskou říší, pravděpodobně formálně uznával i její nadvládu nad Moravským knížectvím. Podporoval mise latinských kněží vysílaných na Moravu z Pasova. Pravděpodobně v roce 831 byl spolu „se všemi Moravany“ pokřtěn pasovským biskupem Reginharem.

## Doba vlády

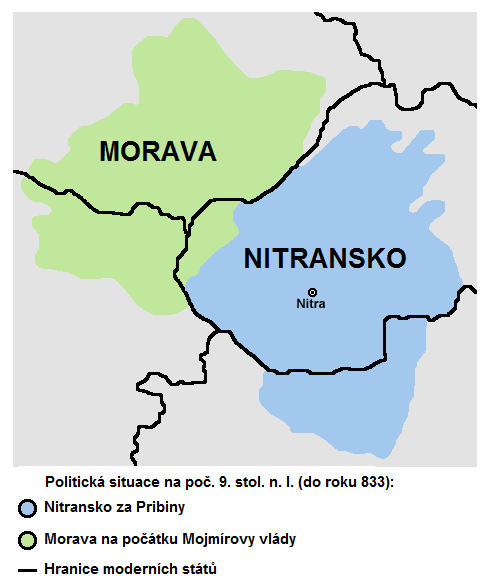

Mojmír je považován za velmože, jenž sjednotil slovanské kmeny na Moravě, západním Slovensku a okolních knížectví do jednoho knížectví. Někteří historici odvozují jeho původ od Sámova syna Moravana. Jiní historici podporují teorii, že Mojmír byl potomek perských bojovníků, kteří odešli do Asie a Střední Evropy (pro tuto teorii by svědčila podobnost perských a velkomoravských šperků a oděvů). V 9. století byli Moravané nazýváni Margi – stejně se označovali obyvatelé Turkménie a Íránu.
Roku 833 uskutečnil Mojmír I. výpravu proti Nitranskému knížectví, kterému vládl kníže Pribina. Dlouho se předpokládalo, že šlo o sousední státní útvar. Podle Dušana Třeštíka však byl Pribina v té době již podřízen moravskému knížeti, ale usiloval o osamostatnění. Mojmír I. se zmocnil nitranského hradiště a Pribina byl nucen uprchnout. Následně se dostal pod ochranu Franků, byl však pohanem a Frankové tedy proti Mojmírovi nezasáhli. Pribinovi namísto toho svěřili vládu v Blatenském – či Panonském – knížectví. Spojení Moravského a Nitranského knížectví pod Mojmírovou vládou se stalo významnou událostí formování jednotného moravského státu. Již za Mojmíra I. se území Velkomoravské říše rozkládalo i jižním směrem k severnímu břehu Dunaje.
Nitranské knížectví si v rámci Velké Moravy uchovalo zvláštní postavení, nitranským knížetem býval pak jmenován následník velkomoravského knížete z dynastie Mojmírovců.
O době vlády Mojmíra I. vypovídá franský pramen, tzv. Bavorský geograf, který v popise území severně od Dunaje uvádí, že Moravané mají 11 měst-žup, Čechové 15 měst-žup, Bulhaři 5 měst-žup. Další lokálně blíže neurčení Moravané, kteří měli rovněž sousedit s bavorským pomezím, měli mít 30 měst-žup. Systematické archeologické průzkumy tato čísla více méně potvrzují.
O konci vlády Mojmíra I. není známo nic bližšího, než zpráva soudobých letopisů, že Ludvík II. Němec v polovině srpna roku 846 vytáhl s vojskem proti moravským Slovanům, kteří chtěli odpadnout, tedy vymanit se z vlivu Franské říše. Ludvík II. Němec zde vše urovnal a uspořádal podle svého a na trůn dosadil Mojmírova synovce – Rostislava.